# Giuseppe Guerrini

Bischofswappen von Giuseppe Guerrini

Giuseppe Guerrini (* 7. Oktober 1941 in Cuneo, Italien) ist ein italienischer Geistlicher und emeritierter römisch-katholischer Bischof von Saluzzo.

## Leben
Giuseppe Guerrini empfing am 28. Juni 1964 das Sakrament der Priesterweihe.
Am 16. April 2003 ernannte ihn Papst Johannes Paul II. zum Bischof von Saluzzo. Der Erzbischof von Turin, Severino Kardinal Poletto, spendete ihm am 1. Juni desselben Jahres die Bischofsweihe; Mitkonsekratoren waren der Bischof von Cuneo, Natalino Pescarolo, und der emeritierte Bischof von Saluzzo, Diego Natale Bona.
Papst Franziskus nahm am 17. Dezember 2016 seinen altersbedingten Rücktritt an.